# Hortlax
Hortlax is een stadje (tätort) binnen de Zweedse gemeente Piteå. Hortlax is het centrum van de parochie ten zuiden van de riviermonding van de Pite älv. Als een van de weinige plaatsen heeft dit stadje nog een Finse en Meänkieli-naam: Hurttalahti, waarbij lahti (baai) is verzweedst is naar lax. De bijbehorende baai heet trouwens Hortlaxviken, hetgeen dus tweemaal baai in zich heeft. Hortlax ligt even ten zuidwesten van Maran en Skatan. Hortlax bestaat uit vier woonwijken: Övermarken in het noorden, Nördbyn in het noordoosten, Sörbyn in het zuiden en Brönet in het westen.
Thomas Holmström een ijshockeyer uit de NHL komt hiervandaan.
Bestuurscentrum: Piteå
Tätort: Bergsviken · Blåsmark · Böle · Hemmingsmark · Hortlax · Jävre · Lillpite · Norrfjärden · Roknäs · Rosvik · Sikfors · Sjulsmark · Svensbyn. 
Småort: Arnemark · Bertnäs · Bertnäs · Edet  · Grundvik · Holmträsk · Koler · Kopparnäs · Långträsk · Maran en Skatan · Näsudden en Berget · Nybyn · Ön · Pålberget · Pite havsbad · Storsund · Svedjan en Träsket · Liden · (Yttrefjärd östra strandbad)
Overig: Borgfors · Flötuträsk · Granträskmark · Gråträsk · Högsböle · Högsböleskiftet · (Infjärden) · Jävrebodarna · Klubbfors · Kvarnbäcken · Långnäs · Munksund · Pitsund · Sjulnäs